# Государственная комиссия по защите экономической конкуренции Республики Армения
Государственная комиссия по защите экономической конкуренции Республики Армения (ГКЗЭК РА/Комиссия) — государственный автономный орган, со специальным статусом, целью деятельности которого является защита и поощрение экономической конкуренции, обеспечение необходимой среды для добросовестной конкуренции, способствующей развитию предпринимательства и защите интересов потребителей.

## История
13 января 2001 года была создана Государственная комиссия по защите экономической конкуренции Республики Армения. Комиссия действует согласно закону РА «О защите экономической конкуренции» принятого Национальным собранием Республики Армения 6 ноября 2000 года.
Первым председателем Комиссии был назначен Самвел Степанян (2001-2003 гг.).
Далее председателем Комиссии был назначен Феликс Пирумян (2003-2004 гг.)
С октября 2004 года председателем Комиссии был назначен Ашот Шахназарян, сроком на 5 лет.
С октября 2009 года — по март 2010 года председателем Комиссии был назначен Давид Арутюнян.
1 марта 2010 года, сроком на 5 лет председателем Комиссии был назначен Артак Шабоян.
В 2015 году Артак Шабоян был вновь назначен на должность председателя Государственной комиссии по защите экономической конкуренции Республики Армения сроком на 5 лет.

## Функции
Комиссия осуществляет следующие основные функции:
- контроль над соблюдением законодательства о защите экономической конкуренции:
- рассматривает случаи нарушения законодательства о защите экономической конкуренции и принимает решения:
- обращается в суд в связи со случаями нарушения законодательства о защите экономической конкуренции:
- участвует в разработке регулирующих развитие экономической конкуренции и государственную политику в этой области правовых актов и в их представлении в установленном порядке:
- участвует в заключении межгосударственных соглашений по вопросам, относящимся к своей компетенции:
- сотрудничает с государственными органами и неправительственными организациями РА, иностранных государств, а также с международными организациями, заключает с ними меморандумы, другие соглашения о сотрудничестве, относящиеся к ее компетенции, в случае необходимости привлекает специалистов, экспертов из указанных органов и организаций для работ, осуществляемых Комиссией, на основании письменного согласия руководителей этих органов и организаций:
- разрабатывает и осуществляет мероприятия по пресечению нарушений законодательства о защите экономической конкуренции:
- обобщает опыт применения законодательства о защите экономической конкуренции и разрабатывает предложения по его усовершенствованию:
- обеспечивает публичность своей деятельности:
- осуществляет мероприятия по информированию общественности о вопросах, связанных с экономической конкуренцией.

Законодательство о защите экономической конкуренции Республики Армения включает:
- Конституцию Республики Армения,
- Закон Республики Армения «О защите экономической конкуренции»,
- Гражданский Кодекс Республики Армения и другие правовые акты.

Комиссия организует свою работу через лиц, непосредственно подотчётных председателю Комиссии, основных и содействующих структурных подразделений, и других лиц.
Комиссия имеет семь основных и четыре содействующих специализированных структурных подразделений.
Председателю Комиссии непосредственно подотчëтны члены Комиссии, главный секретарь, советник, помощник председателя Комиссии, руководители основных специализированных структурных подразделений.
Председтаелю Комиссии подотчëтны заместитель главного секретаря, руководители содействующих специализированных структурных подразделений.
Порядок деятельности Комиссии, структурные подразделения Комиссии и порядок их деятельности, рамки компетенции их руководителей и сотрудников, а также иные вопросы, относящиеся к внутреннему управлению Комиссии, устанавливаются Положением о Комиссии. Положение о Комиссии утверждается самой Комиссией.

## Руководство
Руководство Государственной комиссии по защите экономической конкуренции Республики Армения.
- Председатель — Артак Шабоян. Занимает должность с 1 марта 2010 года.
- Заместитель председателя — Павел Калтахчян. Занимает должность с января 2001 года.
- Член Комиссии — Давид Оданесян. Занимает должность с апреля 2011 года.
- Член Комиссии — Арам Саакян. Занимает должность с января 2014 года.
- Член Комиссии — Карине Поладян. Занимает должность с января 2014 года.
- Член Комиссии — Артем Оганнисян. Занимает должность с сентября 2015 года.
- Член Комиссии — Анаит Саргсян. Занимает должность с января 2017 года.

## Сфера деятельности
Государственная комиссия по защите экономической конкуренции Республики Армения в целях пресечения, предупреждения, предотвращения и выявления ограничений экономической конкуренции осуществляет деятельность в следующих основных направлениях:
- Антиконкурентные соглашения (картели);
- Контроль за концентрациями (слияния, сделки);
- Злоупотребление монопольным или доминирующим положением;
- Недобросовестная конкуренция (в части введения общественности в заблуждение, дискредитации хозяйствующего субъекта или его деятельности);
- Государственные закупки (полномочия в части обеспечения равных условий проведения конкурсов, тендеров).

В 2007 году полномочия Комиссии значительно расширились в результате изменений и дополнений в Закон Республики Армения «О защите экономической конкуренции». Комиссии предоставлены полномочия для проведения проверок, в список отраслей, подлежащих контролю, была включена сфера государственной поддержки, были ужесточены меры ответственности за нарушения Закона.
В 2011 году, с целью улучшения правовой базы, были внесены соответствующие поправки в Закон Республики Армения «О защите экономической конкуренции».
В частности, установлены полномочия и процедуры для проведения мониторинга и контрольных закупок. Были уточнены и увеличены размеры штрафов, в соответствии с международной практикой. А также установлены основные принципы и критерии определения размера штрафа. Уточнены ряд понятий, а также устранены существующие изъяны и лазейки. Благодаря поправкам, выросла оперативность деятельности Комиссии и эффективность ее работы.
Третий пакет изменений в Закон Республики Армения «О защите экономической конкуренции» был принят Народным собранием Республики Армения в 2018 году. Внесены следующие концептуальные изменения: расширен и уточнен понятийный аппарат в части определений; дополнен перечень запрещенных действий хозяйствующих субъектов, занимающих доминирующее положение (в части запрещения установления необоснованно высокой и необоснованно низкой цены; навязывания контрагенту экономически или технологически необоснованных условий договора, невыгодных для него или не относящихся к предмету договора; экономически или технологически необоснованного отказа либо уклонения от заключения договора с приобретателем в случае наличия производства и (или) реализации соответствующего товара); расширены перечни проявлений недобросовестной конкуренции и антиконкурентных соглашений, подлежащих запрету; установлен запрет на координацию экономической деятельности; установлен принцип начисления штрафов исходя из суммы выручки хозяйствующего субъекта, признанного правонарушителем, а также установлена административная ответственность в отношении должностных лиц государственных органов и органов местного самоуправления.

## Порядок рассмотрения дел
Комиссия проводит расследование случаев нарушений законодательства о защите экономической конкуренции, на основе заявлений, жалоб, публикаций в СМИ, а также по собственной инициативе и на основе других доступных ей материалов. Для выявления нарушений Комиссия осуществляет мониторинг, контрольные закупки, проверки, требуя от хозяйствующих субъектов, органов государственной власти или других заинтересованных лиц предоставления информации, положения, обоснования, аргументы и копии необходимых документов. На основании существующих нарушений возбуждается административное производство.
В ходе административного разбирательства Комиссия созывает заседания и проводит обсуждения с заинтересованными сторонами, обеспечивая право участников разбирательства быть заслушанными.
В случае обнаружения факта нарушения в конце административного разбирательства, Комиссия может применить меру ответственности от выдачи предупреждения до назначения штрафа, в зависимости от характера, продолжительности, степени умысла, повторности правонарушения.
В случае несогласия с решениями принятыми Комиссией хозяйствующие субъекты могут обжаловать данные решения в административном или судебном порядке. В случае административного обжалования, Комиссия рассматривает основания решения и поданную жалобу. Если Комиссия соглашается с жалобой, изменяет административный акт, а в случае несогласия оставляет его без изменений.
Административное производство прекращается, в случае, если не выявлены факты нарушения конкурентного законодательства. Комиссия по собственной инициативе может также проводить исследования в различных сферах: с целью выяснения конкурентной ситуации, существующих проблемах и перспектив развития в данной сфере. В ходе исследований Комиссия также может потребовать информацию и соответствующие документы у хозяйствующих субъектов и от государственных органов, относящихся к данной сфере.
В результате исследования составляется аналитическая справка, и если выявляются проблемы, относящиеся конкуренции, то возбуждается административное производство.
Комиссия в ходе административных разбирательств или расследований, в случае выявления проблем, относящихся к компетенции других государственных органов, обращается к соответствующему ведомству или информирует Правительство РА по поднятым вопросам, с представлением соответствующих предложений.

## Международное сотрудничество
С 2000 года Комиссия является членом Межгосударственного совета по антимонопольной политике государств -участников стран СНГ (МСАП).
В 2016 году Председатель Комиссии Артак Шабоян был избран Председателем Совета сроком на 2 года.
С 2001 года Комиссия является членом организации Международной конкурентной сети.
С 2011 года Республика Армения получила статус наблюдателя в Энергетическом сообществе ЕС. Комиссия 20 апреля 2018 подписала Декларацию, которой присоединилась к Договору о создании Конкурентной сети между конкурентными органами государств членов Энергетического сообщества.
Комиссия подписала меморандумы о взаимопонимании и сотрудничестве в области конкурентной политики с различными конкурентными ведомствами, в частности с Совет по конкуренции Молдовы , Румынии, Агентством по конкуренции Грузии, Украины, Конкурентным ведомством Франции, Министерством антимонопольного регулирования и торговли Республики Беларусь.